# Pilar de Goiás
Pilar de Goiás est une municipalité brésilienne de l'État de Goiás et la microrégion de Ceres.